# Atrejeva zakladnica
Atrejeva zakladnica ali Agamemnonov grob  je impresivna grobnica v obliki tolosa na hribu Panagitsa v Mikenah v Grčiji, zgrajena v  bronasti dobi okoli 1250 pred našim štetjem. Kamnita preklada nad vrati tehta 120 ton in meri približno 8,3 x 5,2 x 1,2 m  in je največja na svetu. Ne vemo, koliko časa so jo uporabljali. Omenja jo Pavzanias, vidna je bila leta 1879, ko je nemški arheolog Heinrich Schliemann odkril jaškaste grobove pod agoro akropole v Mikenah. Grobnica verjetno ni povezana z Atrejem in Agamemnonom. Arheologi menijo, da je tam pokopan kralj vladal pred obema. Ime je določil Heinrich Schliemann in se uporablja še danes.
V grobnici so morda bili ostanki vladarja, ki je končal rekonstrukcijo trdnjave, ali enega od njegovih naslednikov. Grob je v slogu drugih tolosov mikenskega sveta, od katerih je devet najdenih okoli trdnjave v Mikenah in še veliko več v Argolidi. Po svoji monumentalni obliki in velikosti je eden najimpresivnejših spomenikov, ohranjenih iz mikenske Grčije.

## Zgradba
Grobnica je sestavljena iz na pol podzemne sobe krožnega tlorisa s kupolo v nepravem loku šilaste oblike. Z notranjo višino 13,5 m in premera 14,5 m  je bila najvišja in najširša kupola na svetu več kot tisoč let, dokler ni bil zgrajen tempelj Hermesa v Bajah in Panteon v Rimu. Velika pozornost je bila namenjena namestitvi ogromnih kamnov zaradi sile stiskanja pod lastno težo, da so zagotovili stabilnost prostora. Tako so zagotovili popolnoma gladko notranjo površino, na katero bi lahko dali zlato, srebrno in bronasto okrasje.
Za grobnico (tolos) je bila izkopana luknja in izdelana ravna površina na skali. V tolos se je vstopilo skozi nagnjeno nepokrito dvorano ali dromos, 36 metrov dolgo, iz suho zidanega kamnitega zidu, v kateri so potekali obredi. Kratek hodnik je vodil od tolosa do komore za dejanski pokop, ki je bila izkopana v skoraj kubični obliki. 
Vhodni portal grobne gomile (tumulus) je bil bogato okrašen: polstebri v zelenem apnencu s cik-cak motivi na trupu, friz z rozetami nad arhitravom nad vrati in spiralno okrasje v pasovih iz rdečega marmorja, ki je zaključilo trikotno odprtino zgoraj nad arhitravom. Segmentne stebre in arhitrave je odstranil lord Elgin v začetku 19. stoletja in so zdaj v lasti Britanskega muzeja. [4] Kapiteli so pod vplivom starih egipčanskih primerov, eden je v muzeju Pergamon v Berlinu kot del antične zbirke. Preostali okrasni elementi so intarzije z rdečim porfirjem in zelenim alabastrom, presenetljivo razkošje za bronasto dobo.

## Galerija
- Notranjost
- Prerez grobnice
- Strop
- Detajl vhoda
- Rekonstrukcija fasade v Narodnem arheološkem muzeju v Atenah

## Raziskave
Atrejeva zakladnica ni bila nikoli povsem pokopana in zato ni pozabljena. Leta 1729 jo je obiskal francoski duhovnik Michel Fourmont in naredil njeno risbo.  Okoli 1780 je Louis Fauvel prvič izmeril grobnico.  Leta 1802 je lord Elgin izkopaval in odnesel nekaj fragmentov fasade  v Anglijo. Leta 1805 je arheološko najdišče obiskal Edward Dodwell in poročal o nekaterih fragmentih, ki jih je videl tam.  Približno v istem času je grobnico obiskal William Gell.  Lord Sligo je prišel leta 1810 v Mikene in se lotil izkopavanja. Veli Paša, guverner Moree, mu je dovolil, da fragmente in polstebra odnese na Irsko.
Do leta 1874 naj bi Heinrich Schliemann odkopal grobnico. Leta 1939 jo je proučil Alan Wace in po črepinjah, ki jih je našel na pragu, dokazoval, da vse do sredine 13. stoletja pred našim štetjem ni bila zgrajena. Glede na razvrstitev po Waceu spada v tretjo in zadnjo skupino tolosov in mora biti datirana v LH III B. 